# رالف برد
رالف برد (انگلیسی: Ralph Byrd؛ ۲۲ آوریل ۱۹۰۹ – ۱۸ اوت ۱۹۵۲) یک هنرپیشه اهل ایالات متحده آمریکا بود.